# 佩德羅卡梅霍市

佩德羅卡梅霍市（西班牙語：Municipio Pedro Camejo），是委內瑞拉的一個市，位於該國西南部阿普雷州，首府設於聖胡安德帕亞拉，面積20,519平方公里，2011年人口28,919，人口密度為每平方公里1.41人。